# Falcileptoneta iriei
Falcileptoneta iriei là một loài nhện trong họ Leptonetidae.
Loài này thuộc chi Falcileptoneta. Falcileptoneta iriei được T. Komatsu miêu tả năm 1967.